# カンケリクラブ
カンケリクラブは、日本の放送作家集団。1985年頃に阿佐ヶ谷で、放送作家の久利一を中心に自然発生的に生まれたグループ。ラジオ、テレビ番組の企画構成をメインに手がけ、様々な人材も輩出した。社長の峯一雄は異色の映画製作者としても知られ、東京テレビランド佐々木敏郎、オハナカンパニーの笹生八穂子、エコノミストの佐藤治彦氏らもこのグループから巣立った。一時“火の玉博士”大槻教授や“歌う僧侶”春日了師らのマネージメントを行っていたこと=もあった。また仏教徒で人権派として知られた遠藤誠弁護士との関わりも深く、最後のビデオドキュメント「怪物弁護士遠藤誠全記録」も製作している。

## テレビ番組
NHK
- トップランナー
- クイズ日本人の質問
- ソリトン金の斧銀の斧
- ソリトン SIDE-B

日本テレビ
- ザ・ワイド
- NNNニュースプラス1
- ホンの昼メシ前
- 嗚呼!バラ色の珍生!!
- ナイト・エクスプレス
- 深夜解放区

TBS
- ムーブ
- 上岡龍太郎vs50人
- そこが知りたい
- ギミアぶれいく
- 金曜テレビの星

フジテレビ
- スーパー頭脳大賞!
- ザ・対決!
- 本気でライバル

テレビ朝日
- 朝まで生テレビ!
- 世界水泳2001
- プレ・ステージ
- M10
- トゥナイト
- H・I・P
- AXEL
- 田原総一朗の異議あり!
- 愛川欽也のとことん好奇心

テレビ東京
- ミミヨリーナ
- リスクのクスリ
- 大前研一のガラポンシリーズ
- 知って得するゼミナール
- 豪華究極ゼミナール
- E子のランチタイム

など

## ラジオ番組
文化放送
- チャレンジ!梶原放送局
- 野村邦丸の気分はズンズン
- 梶原しげるの本気でDONDON
- 小倉智昭の時計の針はいま何時?

ラジオ日本
- 乱一世のスポーツ気分で遊ING!
- 横浜ホットナウ（司会：奥田民義）

など

## ウェブ
テレビ朝日
- インターネット博覧会パビリオン
- メタモルシティ2025
- 世界水泳2001

など

## 出版
週刊実話
- チャレンジ出版局

など

## 関連人物
- 久利一
- 峯一雄
- 遠藤誠